# 奧庫寧
51°12′16″N 24°18′7″E / 51.20444°N 24.30194°E
奧庫寧（烏克蘭語：Окунин），是烏克蘭西部沃倫州的村落，隸屬科韋利區盧基夫市鎮，距離柳博姆利約24公里，距離科韋利約31公里，距離盧茨克約100公里，面積0.84平方公里，海拔高度183米，2001年人口166，人口密度每平方公里197.38人。